# Tahcabó
Tahcabó es una localidad del municipio de Calotmul en el estado de Yucatán, México.

## Toponimia
El nombre (Tahcabó) proviene del idioma maya.

## Hechos históricos
- En 1910 cambia su nombre de Tahcab a Tahcabó.

## Demografía
Según el censo de 2005 realizado por el INEGI, la población de la localidad era de 412 habitantes, de los cuales 217 eran hombres y 195 eran mujeres.
| 100                         | 120 | 181 | 195 | 199 | 238 | 215 | 308 | 342 | 343 | 371 | 377 | 412 |
| (Fuente: INEGI [Consultar]) |     |     |     |     |     |     |     |     |     |     |     |     |